# Strumigenys exilirhina

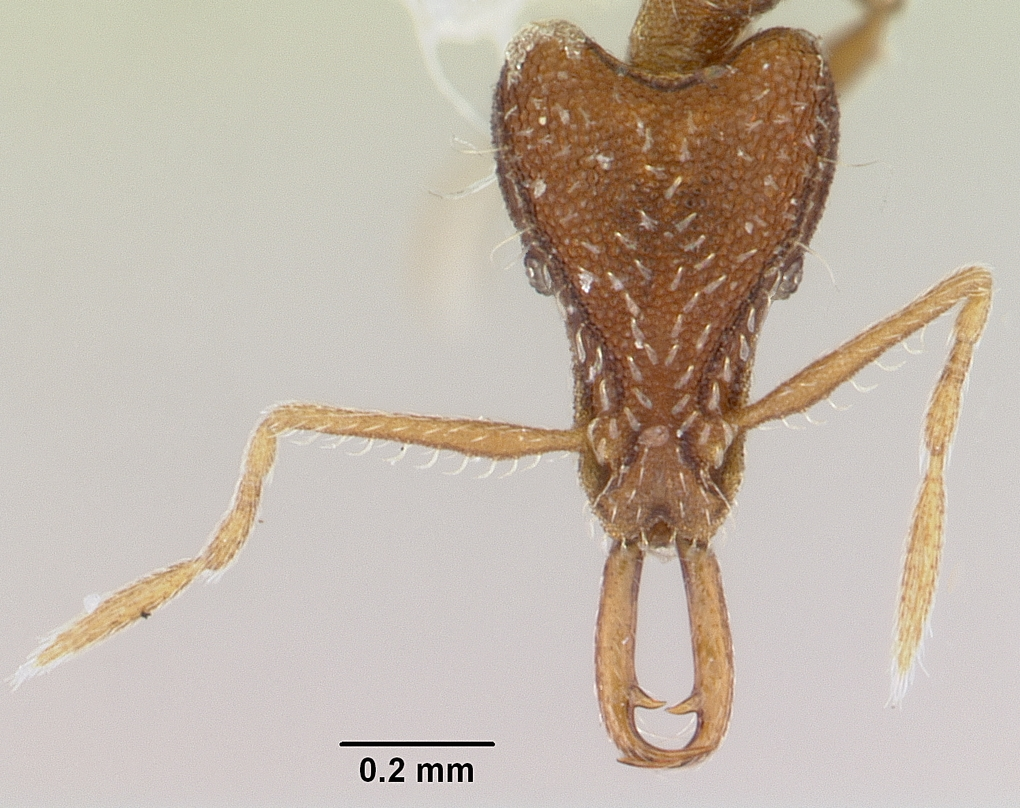
Голова Strumigenys exilirhina

Strumigenys exilirhina (лат.) — вид мелких муравьёв из трибы Attini (ранее в Dacetini, подсемейство Myrmicinae).

## Распространение
Бутан, Индия, Китай (Гонконг, Макао), Непал, Таиланд, Япония.

## Описание
Длина коричневого тела около 2 мм. Усики 6-члениковые. Длина головы (HL) от 0,62 до 0,67 мм, ширина головы (HW) от 0,42 до 0,45 мм. Вершинная вилка узких и длинных жвал состоит из двух апикальных зубцов и одного преапикального. От близких видов отличается следующими признаками: опушение на голове и усиках состоит в основном из относительно тонких прижатых лопатчатых волосков; опушение на мандибулах состоит из коротких прижатых простых волосков. Метаплевры полностью гладкие и блестящие. Внешний край жвал криволинейный.
Хищный вид, предположительно, как и другие представители рода, охотится на мелкие виды почвенных членистоногих.
Вид был впервые описан в 2000 году английским мирмекологом Барри Болтоном по материалам из Непала. Вид включён в комплекс видов Strumigenys feae-complex из видовой группы Strumigenys mayri-group.

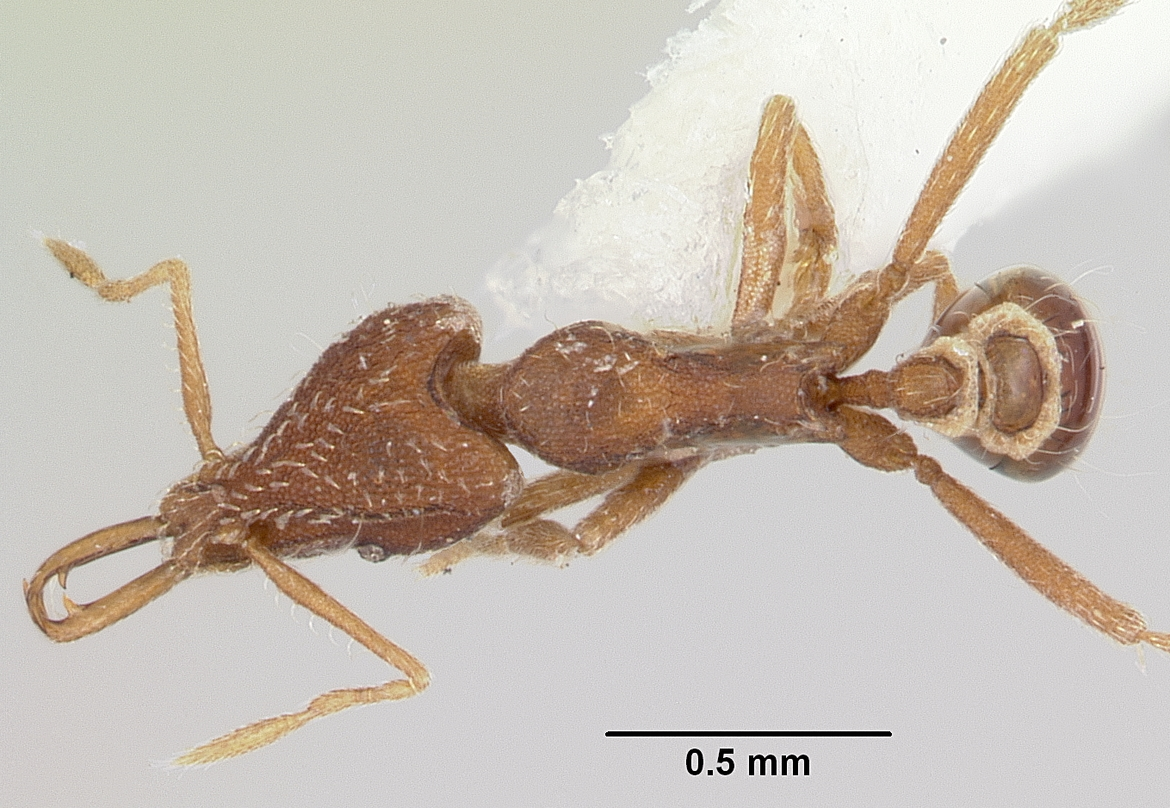
Вид сверху Strumigenys exilirhina